# المنصوره (دوحه)
المنصوره یک منطقهٔ مسکونی در قطر است که در شهرداری دوحه واقع شده‌است. المنصوره ۰٫۸ کیلومتر مربع مساحت دارد.